# Хоффман, Ульф
Ульф Хоффман (род. 8 сентября 1961, Нойштрелиц, Мекленбург — Передняя Померания) — гимнаст ГДР.

## Спортивные достижения
Выступал за команду ГДР. Ульф Хоффман пропустил  летние Олимпийские игры 1984 года из-за их бойкота ГДР, принял участие в соревнованиях «Дружба-84», где завоевал серебряную медаль в командном зачёте. Завоевал серебряную медаль с восточногерманской командой на Олимпийских играх 1988 года. На этих играх его лучшим индивидуальным результатом было 13-е место в упражнениях на брусьях. На чемпионате мира в 1985 и 1987 годах завоёвывал две бронзовые медали в командном многоборье и бронзовую медаль — на чемпионате Европы в 1985 году в упражнениях на брусьях.
Завоевывал также медали на чемпионатах ГДР в 1982, 1985 и 1988 годах.
Его старший брат Лутц — серебряный призёр Олимпийских игр 1980 года в Москве.

## Награды
- Серебряный Орден «За заслуги перед Отечеством» (ГДР) (1988).